# Jaligere, Dod Ballapur
Jaligere là một làng thuộc tehsil Dod Ballapur, huyện Bangalore Rural, bang Karnataka, Ấn Độ.